# Overton (Yorkshire du Nord)
Pour les articles homonymes, voir Overton.
Overton est un village et une paroisse civile du Yorkshire du Nord, en Angleterre.